# Golfo de San Blas
El golfo de San Blas (también golfo de Kuna Yala o de Guna Yala) es un golfo del mar Caribe, localizado al norte de Panamá, en la comarca indígena de Guna Yala. 
Inicia en el extremo oeste de la comarca separando la península de San Blas al norte y el resto de la tierra firme al sur. Sobre el golfo se extiende el archipiélago de San Blas, con 360 pequeñas islas que se extienden paralelas a la costa de la comarca.